# TinkaBelle
TinkaBelle ist eine Schweizer Pop-Band aus der Region Zürich, die Anfang 2009 gegründet wurde.

## Geschichte
TinkaBelle wurde 2010 von Warner Music Central Europe unter Vertrag genommen. Schon bald wurde Sängerin Tanja angefragt, um mit Seal den Song You Get Me vom Album Commitment als Duett einzusingen. Das Lied wurde in Deutschland, Österreich und der Schweiz veröffentlicht und ist auf dem ersten Album von TinkaBelle Highway enthalten. Das Album wurde im Herbst 2010 aufgenommen und von Fred Herrmann produziert. Es erschien am 21. Januar 2011 und stieg auf Platz 2 der Schweizer Albumcharts ein. Es enthält Lieder im Pop-/Folk-Stil mit Country-Einflüssen. An dem Album haben Gastmusiker wie Hank Shizzoe, Handsome Hank und Pee Wirz von Dada Ante Portas mitgewirkt. Die erste Single des Albums The Man I Need erreichte Platz 20 der Schweizer Single-Hitparade und die Top 5 der Airplaycharts. Debütsingle und Debütalbum erreichen in der Schweiz Goldstatus.
Am 24. Juni 2010 erschien Highway Gold Edition – darauf enthalten sind zwei Duette mit dem italienischen Popstar Luca Napolitano (Fino a Tre, Highway). Es folgten TV-Auftritte bei Benissimo, Swiss Music Awards, SF bi de Lüt, Check In und der Aids Charity Gala. Im Sommer 2011 traten TinkaBelle an diversen Festivals auf, im Herbst folgte eine Clubtour. Im Sommer 2011 steuerten TinkaBelle mit Strawberries and Cream den Song zur Eiscrème-Kampagne von Frisco Extrême bei. Tanja wurde im Herbst Testimonial/Botschafterin für den Autohersteller Ford in der Schweiz. Ebenfalls 2011 wurde die Band bei den MTV Europe Music Awards in der Kategorie Best Swiss Act nominiert. 2012 wurde Sängerin Tanja das Gesicht von Läkerol. 2012 wurden TinkaBelle für einen Swiss Music Award (Best Breaking Act National) und einen Prix Walo (Newcomer) nominiert. Es folgten Auftritte im Vorprogramm von Status Quo, bei Art on Ice sowie an der FIFA / Ballon d'Or Gala.

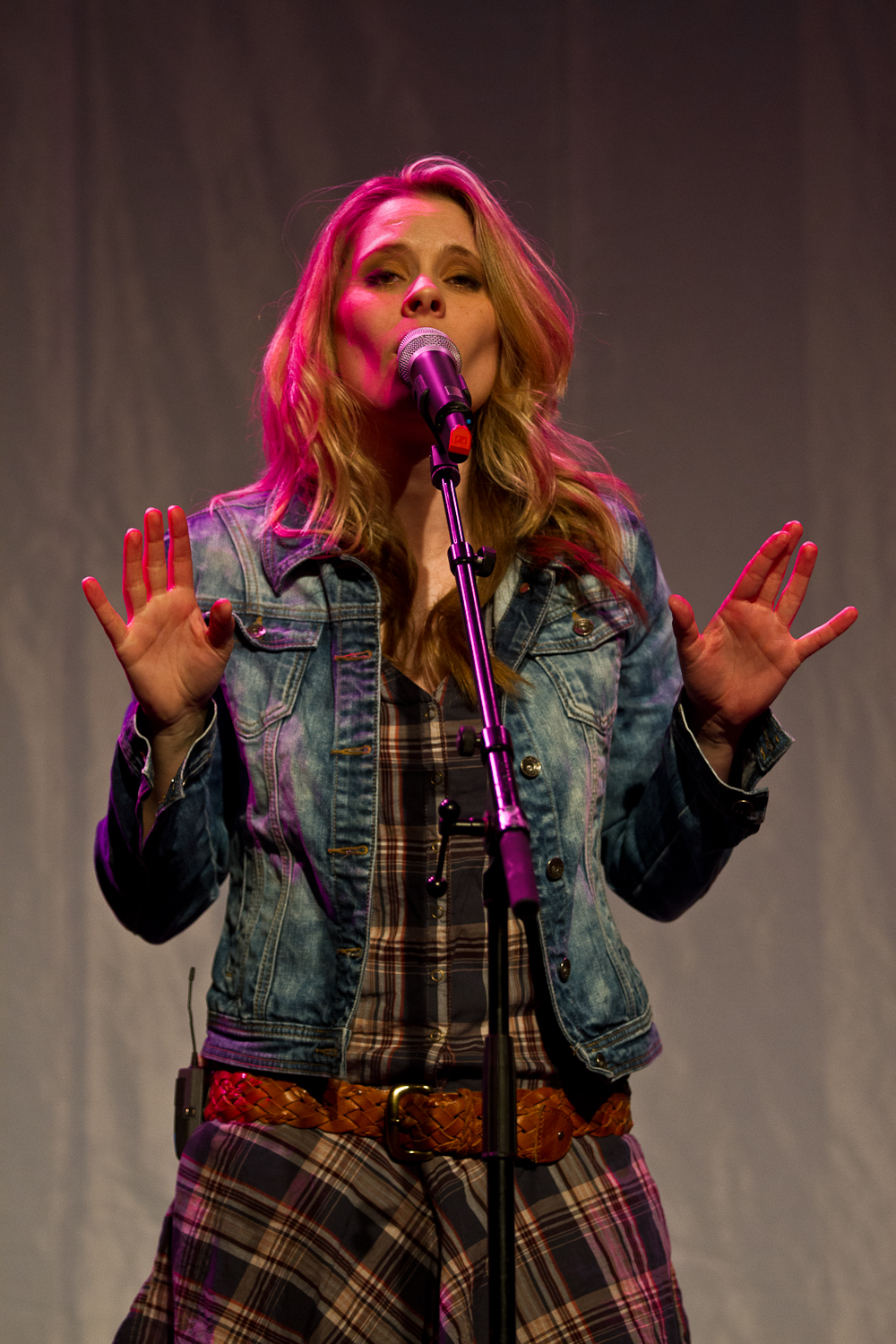
Tanja Bachmann 2013 im Gürzenich Köln

Anfang 2012 zogen sich Tanja und Res zum Liederschreiben zurück. Ende Mai flog die Band nach Galway, wo einige der Songs für das neue Album im The Forge Studio aufgenommen wurden. Die renommierten, irischen Folkmusiker Gerard Fahy und Yvonne Fahy spielten dafür traditionelle irische Instrumente ein. Am 21. September 2012 erschien mit Stay On die erste Single des zweiten Albums. Das zweite Album On My Way ist seit dem 14. Dezember 2012 erhältlich. Ende 2013 gab das Songwriter-Team Tanja und Res den Austritt aus der Band bekannt. 
2020 erschien die neue Single One Last Time mit der Gastsängerin Andrea Benz. Der Song wurde vom Gölä-Gitarristen Ueli Bleuler komponiert und bei Thomas Fessler aufgenommen. Im April 2020 wurde das Album Greatest Hits... and some more! veröffentlicht und erreichte Platz 41 in den Schweizer Album-Charts.

## Diskografie
Alben
- Highway (2011)
- On My Way (2012)
- Greatest Hits …and Some More (2020)

Singles
- The Man I Need (2010)
- Fino a tre (Turn Around)  (mit Luca Napolitano) (2011)
- Hold On (2011)
- Highway (2011)
- Stay On (2012)
- One Last Time (2020)